# Західна Морава
За́хідна Мора́ва (серб. Zapadna Morava) — річка в Центральній Сербії, при злитті з Південною Моравою утворює Велику Мораву.
Довжина — 308 км, середня витрата води в гирлі — близько 120 м³/с, площа басейну — 15 849 км².